# Rádio Metropolitana (Rio de Janeiro)
A Rádio Metropolitana é uma emissora de rádio brasileira da cidade do Rio de Janeiro, capital do estado homônimo. Operava nos 1090 kHz em AM. Em fevereiro de 2025, passou a ser sintonizada pelo 80.5, no FM estendido.  
A emissora é conhecida por ser um espaço para aluguel de horários a quem se dispuser a ter um programa. 
Nos fins de semana é comum ter programas dedicados à colônia portuguesa no Brasil. 

## História
Foi fundada em 1953, inicialmente pertencendo à Organização Rubens Berardo, a mesma da Rádio Continental. Começou transmitindo na frequência de 1.060 kHz, que anteriormente transmitia a Rádio Cruzeiro do Sul desde a década de 1930.
Antes mesmo de ser fundada, a emissora já anunciava suas futuras atrações. Em 13 de abril de 1953, o jornal A Noite noticiava a chegada de Alziro Zarur na Continental, com atuação também na nova emissora.
Em 2 de outubro de 1960, um anúncio publicado no jornal Diário de Notícias divulgava a cobertura do resultado das eleições daquele ano, em parceria com a TV Continental e a Rádio Continental. Outra cobertura marcante foi a do temporal de fevereiro de 1967, que deixou mortos e feridos na cidade do Rio de Janeiro, novamente ao lado dos outros veículos de Rubens Berardo.

Logomarca utilizada até 20 de fevereiro de 2025.

Já em 1971, a emissora já se encontrava na Estrada Velha da Pavuna, em Inhaúma, sua atual sede. Em 1973 era noticiado que a emissora estava apenas na antepenúltima posição entre as rádios AM do Rio de Janeiro, à frente apenas da Rádio Solimões e da Rádio Federal. Seu destaque nesta década era um programa apresentado por Jair de Oliveira, o "Show da Cidade", exibido na faixa da tarde. Na época, a emissora estava em mãos de Guy Masset, genro de Rubens Berardo. Em 1976, Alziro Zarur comemorou o seu 10.000º programa na Rádio Metropolitana.
Na década de 1980, a emissora já se encontrava na frequência 1.090 kHz, com o indicativo ZYJ-468, conforme mostravam os anúncios da época. Um dos destaques da programação da época foi a cobertura do carnaval de 1983, sob o comando de Wilson Musauer, com uma equipe de 40 repórteres.
Em 20 de fevereiro de 2025, a rádio estreia oficialmente no FM estendido, pelo 80.5 MHz.
Atualmente, a Rádio Metropolitana Rio se define como uma emissora de rádio brasileira com sede no Rio de Janeiro, que opera na frequência 80,5 FM. Voltada para o público adulto, sua programação combina sucessos da música nacional — com ênfase no samba e no pagode — com conteúdo informativo e de entretenimento.
A emissora se destaca por uma identidade fortemente associada à cultura e ao estilo de vida carioca. Seu tom descontraído, porém comprometido com a credibilidade, busca refletir o astral e a energia do Rio de Janeiro. A programação é majoritariamente ao vivo, favorecendo a interação direta com os ouvintes, que participam ativamente dos programas.
Com uma estratégia baseada em estruturação de grade e inovação, a Rádio Metropolitana Rio investe em uma comunicação moderna e dinâmica, que visa aproximar-se cada vez mais da audiência local. O slogan da emissora é: “Cada vez mais perto de você.”